# بن هدد الثاني
بن هدد الثاني ملك آرام دمشق في منتصف القرن التاسع قبل الميلاد الذي أقام في دمشق.لكن من المثير للجدل في دراسات الكتاب المقدس ما إذا كان شخصًا مستقلاً أم متطابقًا مع بن هدد الأول أو بن هدد الثالث.

## رواية الكتاب المقدس
تبدأ الإشارات في العهد القديم إلى بن هدد الثاني بتقديمه كعدو لاخاب ملك يسرائيل، دون ذكر اسم والده. نجح بن هدد في البداية في محاصرة السامرة بقوة كبيرة، لكنه تعرض بعد ذلك لهزيمة. بعد مرور عام هزم مرة أخرى وبشكل حاسم من قبل جيش يهوذا عند افيق، لكنه تمكن من تحرير نفسه من الوعد بعودة الأراضي الإسرائيلية التي بسط سلطانه عليها والمزيد من التنازلات. بعد ذلك، عاش سكان إسرائيل وآرام معا في سلام لمدة ثلاث سنوات. وفقا للمعلومات الآشورية، ليس الملك الآرامي بن هدد - لم يُدعى بن هدد بل أداد إدري- وحسب بل كذلك أخاب شارك في التصدي لهجوم شلمنصر الثالث . إذ شكلت الإمرات الآرامية تحالفًا عام 853 قبل الميلاد في معركة قرقر ضد الملك الآشوري. أراد أخاب لاحقًا غزو مدينة، راموت جلعاد الآرامية، لكنه أصيب بسهم قاتل في أثناء المعركة (حوالي 852 قبل الميلاد).
يذكر الكتاب المقدس المزيد من الصدامات الإسرائيلية مع الجيوش الآرامية المتجولة عندما جلس يورام نجل أخآب على العرش. ونتيجة لذلك، حاصر بن هدد السامرة مرة أخرى، وسرعان ما دب الجوع في المدينة. إلا أنه بسبب التدخل الإلهي، يقال أن الجيش الآرامي سمع هدير ليلا هدير «صوت مركبات وصوت خيل صوت جيش عظيم» كما لو أن قوات تتقدم نحو السامرة ويستنتج الجيش الآرامي من ذلك أن ملك إسرائيل «استاجر ضدنا ملوك الحثيين وملوك المصريين»، لهذا هرب بن هدد وجنوده. لاحقًا أزاح حزئيل حوالي 842 قبل الميلاد. بن هدد المريض وأصبح ملك أرام الجديد.

## تقييم الأبحاث
بعض علماء الكتاب المقدس يعتبرون أن ذكر ين هدد في سفر الملوك الأول 20 و 22 و سفر الملوك الثاني 5-8 - شرحت سيرته باقتضاب أعلاه - شخصًا مستقلًا (ومن هنا جاء اسم بن هدد الثاني). ووفق هذا الاعتبار كان خليفة لبن هدد الأول، أولبرايت، من ناحية أخرى، اعتبره مطابقًا لبن هدد الأول، الذي حكم لأكثر من 40 عامًا. تفترض مجموعة ثالثة من العلماء مثل بيتارد Wayne T. Pitard أن مرويات الحرب في سفر الملوك الأول 20 و 22 و سفر الملوك الثاني 5-7 تناسب بدلاً من ذلك أوائل القرن الثامن قبل الميلاد فترة حكم يوآش ملك إسرائيل وأنها وضعت في زمن أبكر في وقت لاحق.وعليه يكون بن هدد المذكور في هذه المقاطع مطابقًا لبن هدد الثالث. فقط الرواية الكتابية عن مقتله من قبل حزئيل لا يمكن أن تشير إلى بن هدد الثالث، بل بالأحرى إلى أداد إدري الذي وصفته المصادر الآشورية بأنه معاصر لاخاب؛ ويبدو أنه استخدام اسم بن هدد بشكل خاطئ فقط بعد ذلك.

## المؤلفات
- Wayne T. Pitard: Ben-Hadad 3). In: Anchor Bible Dictionary. Band 1, 1992, .